# Andy Anderson (Rockabilly-Musiker)
Andy Anderson (geboren als Edgar L. Anderson III.; * 1935 in Clarksdale, Mississippi) ist ein US-amerikanischer Rockabilly-Musiker. Sein größter Erfolg war Johnny Valentine.

## Leben

### Kindheit und Jugend
Anderson wuchs auf der Farm seiner Eltern in Mississippi auf. Am Wochenende besuchte er oft Konzerte von Blues-Musikern wie Howlin’ Wolf oder John Lee Hooker, die auf der elterlichen Plantage auftraten. Ein weiterer musikalischer Einfluss war die Grand Ole Opry aus Nashville, der erfolgreichsten Country-Show der USA. 1951 begann Anderson mit Unterstützung seiner Mutter, Gitarre zu spielen. Mitte der 1950er-Jahre begann er, auf der Mississippi State University zu studieren.

### Karriere
Als Student gründete Anderson 1954/1955 in Starksville, Mississippi, mit Joe Tubb (E-Gitarre), „Cuz“ Covington (Bass), Bobby Lyon (Schlagzeug), James Aldridge und Roy Estes (Klavier) die Rolling Stones, mit denen er in der Umgebung auf lokalen Veranstaltungen spielte. Ihre Popularität wuchs schnell und bald waren sie in Mississippi die erfolgreichste und bekannteste Rockabilly-Band. Daher wagten sich Anderson und die Rolling Stones 1956 nach Memphis, Tennessee, um Sam Phillips, Besitzer von Sun Records, vorzuspielen. Für ihre Session im Sun Studio, die von Jack Clement betreut wurde, mussten sie selbst zahlen. Anderson bot Phillips Johnny Valentine und Tough, Tough, Tough zur Veröffentlichung an, doch Phillips lehnte ab.
1957 übernahm Murray Nash Associates aus Nashville das Management der Band und verschaffte Anderson einen Plattenvertrag mit Felsted Records aus New York City. Johnny Valentine wurde hier zusammen mit I-I-I Love You erneut eingespielt und Anfang 1958 veröffentlicht. Der Song zeigte starke Verkaufszahlen und stieg kurz danach in die nationalen Charts ein. Anderson und die Rolling Stones wurden für den Louisiana Hayride engagiert und hatten Auftritte in Dick Clarks American Bandstand sowie in Alan Freeds Show aus Philadelphia. Der Autor und Plattensammler Johnny Sumrall beschrieb Andersons damaligen Konzerte wie folgt: „They would all come down there and Andy would drop a guitar pick and they’d all be scrambling… to pick up Andy’s guitar pick.. and they were patterning themselves a lot after Andy’s band. It was a five piece band and they would just really get down and play rock and roll… Like it should be played.“
1959 folgte für Apollo Records aus New York mit You Shake Me Up / The Way She Smiled eine weitere Single. 1960 und 1962 erschienen drei Platten bei Century Ltd. und Hermitage, jedoch konnte Anderson sich nicht im nationalen Musikgeschäft etablieren. Er zog sich bereits 1959 zurück auf die Plantage seiner Eltern und wohnte danach in Kalifornien, wo er als Schauspieler aktiv war.
Die nächsten Jahre lebte Anderson ein „normales“ Leben als Geschäftsmann und pflegte seinen krebskranken Bruder, der 1969 starb. 1974 machte Anderson zusammen mit J.J. Hettinger im Malaco Studio in Jackson wieder Aufnahmen, die im Folk-Rock/Blues-Stil gehalten waren. Seit 1983 tritt Anderson wieder auf und ist auch in Europa bekannt.

## Diskographie
| 1958                    | Johnny Valentine / I-I-I Love You | Felsted 45-8508            |
| 1959                    | You Shake Me Up / The Way She Smiled | Apollo 535-45              |
| 1960                    | Chop Suey / Deep in the Heart of Texas Rock | Century Limited 600        |
| 1960                    | Gimme Lock a Yo Hair / Tough, Tough, Tough | Century Limited 45-601     |
| 1960                    | I’m Gonna Sit Right Down & Cry Over You / Promise Me                                                                                             | Century Limited 45-602/603 |
| 1960                    | Long Tall Texan / You Just Wait | Century Limited 603        |
| 1961                    | San Antonio Rose / Sunset Blues | Century Limited 604        |
| 1965                    | Tall Oak Tree / All My Myself | Hermitage H-821-45         |
| 1967                    | We're Happy / Say Goodbye to Donna | Cougar 503/4               |
| 1967                    | So Long I'm Gone / Sad Notes | Cougar 505/6               |
| 1975                    | Billy Farmer / Bourbon Street Barmaid | Aerie/IRDA 126             |
| 1975                    | Long Long Way to Go / Rhonda | Aerie 101/2                |
| 1976                    | Kentucky Song / Page | Aerie 103/4                |
| 1976                    | There Ain't Nothing in the World Like a Texas Woman / Dead End Canyon                                                                            | Aerie 105/6                |
| Unveröffentlichte Titel | |                            |
| 1956                    | - Johnny Valentine (Version 1) - Johnny Valentine (Version 2) - Tough, Tough, Tough (alt. Version)                                               | Sun                        |
| 1956                    | - I Got Me a Woman - I Love You - Johnny Valentine (Version 3) - Rock’n’Roll Medley: Rip It Up / Ready Teddy / Long Tall Sally                   |                            |
| 1959                    | - How Long, How Untrue, ‘Til Then - Please Forgive Me - They Call It the Blues                                                                   |                            |
| 1960                    | - Promise Me (alt. Version) | Century Ltd.               |
| 1964                    | - All By Myself (alt. Version) - I Missed a Lot In You - Mustang Kid - My Babe - Stuck on You - Tall Oak Tree (alt. Version) - Without Your Love |                            |